# تپه دره نسو۲
تپه دره نسو۲ مربوط به دوران پیش از تاریخ ایران باستان است و در شهرستان خرم‌آباد، بخش پاپی، روستای دره نسو واقع شده و این اثر در تاریخ ۷ آذر ۱۳۸۳ با شمارهٔ ثبت ۱۱۲۲۳ به‌عنوان یکی از آثار ملی ایران به ثبت رسیده است.